# Zarządzanie kompetencjami
Zarządzanie kompetencjami – opisywanie kompetencji pracowników w przejrzysty sposób oraz zapewnienie ich transferu, wykorzystania i rozwoju w aspekcie strategicznych celów przedsiębiorstwa.

## Podstawy
Zarządzanie kompetencjami w przedsiębiorstwie ma na celu efektywne wykorzystywanie potencjałów, jakimi dysponuje każde przedsiębiorstwo w oparciu o zdolności i umiejętności zatrudnionych pracowników i rozwijanie na tej podstawie kompetencji nieodzownych do osiągnięcia trwałej konkurencyjności. Zarządzanie kompetencjami umożliwia lepsze sterowanie i kontrolowanie w przedsiębiorstwie coraz bardziej złożonych i trudnych do określenia zewnętrznych i wewnętrznych warunków ramowych (por. Bach, Oesterle, Vogler 2000). W efekcie zarządzanie kompetencjami jest dyscypliną zarządzania umożliwiającą przedsiębiorstwom aktywne sterowanie własnymi zasobami kompetencyjnymi oraz ich kierunkowanie.
Zarządzanie kompetencjami łączy w sobie dwa zasadnicze punkty wyjścia nauk organizacyjnych, istotnych także w tym przypadku: punkt wyjścia bazujący na zasobach, czyli dotyczący istoty kompetencji, oraz punkt wyjścia nastawiony na uczenie się kompetencji. W zarządzaniu kompetencjami oba te punkty wyjścia mają istotne znaczenie.
Punkt wyjścia bazujący na zasobach – nazywany także punktem wyjścia dotyczącym istoty kompetencji – zasadniczo zajmuje się wykorzystaniem potencjału organizacji i ma na celu zapewnienie zdolności długofalowego przetrwania przedsiębiorstwa przez odpowiednią akumulację zasobów oraz w rezultacie odcięcie się od otoczenia rynkowego.
Punkt wyjścia nastawiony na uczenie się – koncentruje się na osobie jako podmiocie dysponującym kompetencjami. W tym kontekście kompetencje określa się jako przesłanki dysponowania nimi.

## Definicja
Jako istotne zadanie oparte na wiedzy z zakresu prowadzenia przedsiębiorstwa, zarządzanie kompetencjami wykracza poza tradycyjne rozumienie wykształcenia i doskonalenia, ponieważ integruje uczenie się, organizację, wykorzystywanie i wprowadzanie na rynek kompetencji.
Zarządzanie kompetencjami jest dyscypliną zarządzania mającą za zadanie opisywanie kompetencji w przejrzysty sposób oraz zapewnienie ich transferu, wykorzystania i rozwoju, z ukierunkowaniem na osobiste cele danego pracownika oraz na cele przedsiębiorstwa.

## Zadania zarządzania kompetencjami
Ta koncepcja łączy płaszczyznę pracownika z płaszczyzną przedsiębiorstwa. Obejmuje wszelkie środki, metody i narzędzia służące identyfikacji ukierunkowanej na wykorzystanie zgodnie ze specyfiką przedsiębiorstwa, a także transferowi oraz rozwojowi kompetencji pracowników, mając na celu trwałe zwiększenie ekonomicznej siły działania całej organizacji. Zarządzanie kompetencjami nie jest dyscypliną zinstytucjonalizowaną, przy czym musi być stosowane i zrozumiane przez wszystkich członków organizacji i zakorzenione w każdym istotnym procesie działalności przedsiębiorstwa. Całościowe kształtowanie zarządzania kompetencjami nie jest możliwe bez takiej integracyjnej myśli przewodniej.
W zarządzaniu kompetencjami najważniejsze są cztery zadania:
- Reprezentacja: Strukturalny i skomprymowany przegląd kompetencji na płaszczyźnie pracowników i przedsiębiorstwa. Wynik: strukturalna analiza zasobów kompetencji.

- Refleksja: Krytyczne rozważenie zasobów kompetencyjnych i wysnucie wniosków dotyczących interwencji w przedsiębiorstwie w celu optymalizacji. Wynik: docelowa inwentaryzacja i ocena kompetencji.

- Podział i rozprzestrzenianie kompetencji ponad różnymi płaszczyznami organizacji (płaszczyzna projektowa, procesowa i sterowania). Wynik: rozprzestrzenienie i wysoka dostępność zasobów kompetencji.

- Rozwój: Dostosowanie portfela kompetencji z uwzględnieniem istniejącego potencjału i przyszłych wymogów (rozwój lub redukcja).

## Model integracyjnego zarządzania kompetencjami
Wprowadzenie w przedsiębiorstwie zarządzania kompetencjami może być realizowane według modelu postępowania opracowanego przez Northa i Reinhardta i sprawdzonego w praktyce. Model ten opiera się na myśli przewodniej, zgodnie z którą portfelem kompetencji może sterować, dostosowywać go i rozwijać zarówno sam pracownik (kompetencje indywidualne), jak i przedsiębiorstwo (kompetencje skumulowane w ramach organizacji). Cechą tego modelu jest synchronizacja obu płaszczyzn. Realizacja modelu powinna być łatwa do zrozumienia przez zwykłych użytkowników i dostosowana do specyfiki przedsiębiorstwa. Takie dostosowanie ma ułatwić praktykowi modułowa konstrukcja modelu. Wdrożenie zarządzania kompetencjami może obejmować fazę identyfikacji, walidacji i transferu.

### Faza identyfikacji
Istniejące w przedsiębiorstwie i ważne strategicznie pola działalności oraz związane z nimi kompetencje przedsiębiorstwa są systematycznie badane i identyfikowane, poczynając od analizy. Wybrane procesy tworzenia wartości, procesy handlowe, produkty, usługi, projekty i technologie są badane pod kątem ważnych dla przedsiębiorstwa pól kompetencji. W oparciu o tę wiedzę ustala się strategiczny kierunek docelowy dla zarządzania kompetencjami (np. zainicjowanie dokształcania pod kątem kompetencji; budowanie nowej kompetencji przedsiębiorstwa XY itd.). Na podstawie wyników analizy określa się poszczególne kompetencje ważne dla wynikających z organizacji zadań pracowników (katalog zadań). W oparciu o ten katalog ustala się role niezależne od organizacji i konieczne do tego kompetencje (katalog ról). Niezależnie od funkcji i hierarchii dla każdej roli opracowuje się jednoznaczny planowany profil kompetencji, złożony w każdym przypadku z komponentów fachowych, metodycznych i socjalnych (drill-down). Kompetencje dotyczące zadań i ról są kumulowane i ujęte w strukturę istotnych pól działania w katalogu kompetencji.

### Faza walidacji
W fazie walidacji w oparciu o katalog planowanych kompetencji stawia się pytania dotyczące rzeczywistych kompetencji pracowników. Te pytania mogą być stawiane w formie analogowej lub cyfrowej. W tym zakresie przedsiębiorstwa mogą się koncentrować na ważnych strategicznie grupach pracowników (np. badania i rozwój, informatycy). Stopień kompetencji, tzn. cechy poszczególnych kompetencji, są ujmowane na wcześniej ustalonej skali ekspertyz, co umożliwia ich mierzenie. Chcąc uzyskać zróżnicowaną ocenę, można dodatkowo dokonywać oszacowania według domeny kompetencji. Profile kompetencji są weryfikowane i w razie potrzeby zmieniane na podstawie warsztatów z udziałem grup pracowników, indywidualnych rozmów z przełożonymi i/lub samooceny pracowników. Efektem jest przegląd profili i szczegółowych kompetencji poszczególnych pracowników w przedsiębiorstwie (karta kompetencji pracownika). Jako wsparcie (grupa ds. refleksji i analizy wyników) służą tu różne techniki wizualizacji, oddające zasoby danych w zwięzłej formie i ułatwiające podejmowanie decyzji.

### Faza transferu
W oparciu o przejrzystość zasobów kompetencji można w zależności od popytu i podaży kompetencji bardzo dokładnie sterować w przedsiębiorstwie transferem kompetencji między pracownikami. Wyizolowane dotąd zasoby kompetencji stają się przejrzyste w ramach całej organizacji i mogą być połączone w sieć. Dynamiczną lub okresową aktualizację i dystrybucję informacji dotyczących kompetencji wspierają odpowiednie rozwiązania techniczne. Diagnoza wzorów uczenia się i kompetencji może się odbywać w ramach całej organizacji poprzez „tracking” wzorów tworzenia sieci między pracownikami. Traktując to jako instrument sterowania, kierownictwo przedsiębiorstwa może wykorzystać wyniki wzorów przebiegu kompetencji jako bazę do poprawy zarządzania kompetencjami i specyficznego dostosowania koncepcji tworzenia sieci. Podstawienie do tego modelu systemu wskaźników dostosowanego do specyfiki przedsiębiorstwa umożliwi stałą kontrolę i aktywne kształtowanie zasobów kompetencji